# Glacialisaurus
A Glacialisaurus a korai sauropodomorpha dinoszauruszok egyik neme, amely a kora jura korban élt az antarktiszi Hanson-formáció területén. Az egyetlen fosszilizálódott hátsó láb és lábfej alapján ismert típusfaj, a G. hammeri első leírását Nathan Smith és Diego Pol készítette el 2007-ben. A Glacialisaurus kapcsolatait vizsgáló filogenetikus elemzés alapján Smith és Pol úgy találta, hogy az állat, a Saturnaliánál és a Plateosaurusnál fejlettebb, nem eusauropoda sauropodomorpha volt. A lábfej jellemzői a (kora jura kori Kínából ismert) Lufengosauruséhoz hasonlók, és a filogenetikus tanulmány is arra utal, hogy a Lufengosaurus a Glacialisaurus rokona lehet. A Glacialisaurus felfedezése fontos a sauropoda dinoszauruszok korai elterjedésének tanulmányozása szempontjából. E kezdetleges sauropodomorpha jelenléte a (valódi sauropodáknak tulajdonított maradványokat is tartalmazó) Hanson-formációban azt jelzi, hogy e fejlődési vonal kezdetleges és fejlett tagjai a kora jura korban egymás mellett éltek.
A Glacialisaurus neve a latin glacialis 'jeges', 'fagyott' szóból származik, a fosszília lelőhelyére, a Transzantarktiszi-hegység középső részén levő Beardmore-gleccserre utalva. A típusfajt, a G. hammerit az őslénytannal és az Antarktisz vizsgálatával egyaránt sokat foglalkozó Dr. William R. Hammer, az Illinois állambeli Augustana College kutatójának tiszteletére nevezték el.

## Fordítás
- Ez a szócikk részben vagy egészben a Glacialisaurus című angol Wikipédia-szócikk ezen változatának fordításán alapul.  Az eredeti cikk szerkesztőit annak laptörténete sorolja fel. Ez a jelzés csupán a megfogalmazás eredetét és a szerzői jogokat jelzi, nem szolgál a cikkben szereplő információk forrásmegjelöléseként.